# Retina (Apfel)
Retina ist eine Sorte des Kulturapfels Malus domestica. Der Sommerapfel gehört zu den sogenannten „Re-“-Sorten, die am Julius Kühn-Institut in Dresden-Pillnitz aus Kulturapfel und japanischem Wildapfel gezüchtet wurden, und noch resistent gegen den Apfelschorf sind. Allerdings ist diese komplette Resistenz durch den Apfelschorf mittlerweile überwunden.

## Beschreibung
Der mittelgroße Apfel hat eine längliche Form. Die Früchte haben eine kleine Kelchgrube und eine weite Stielgrube. Die glatte gelbgrüne Fruchtschale ist zu 40 bis 80 % dunkelrot gemasert.
Retina hat einen süß-säuerlichen Geschmack. Das Fruchtfleisch ist fest und saftig.
Der Baum ist starkwüchsig und die Verzweigung mittelstark bis stark.

## Anbau
Die Apfelsorte eignet sich sowohl für den Erwerbs- wie auch für den Liebhaberanbau. Besonders geeignet sind schwach wachsende Unterlagen wie M9, M27 und Supporter 1.
Der Baum hat generell einen hohen Ertrag, neigt aber stark zur Alternanz.
Neben der angezüchteten Resistenz gegen Apfelschorf ist Retina auch sonst vergleichsweise widerstandsfähig gegen Pilzerkrankungen und Schädlinge, insbesondere Feuerbrand, Mehltau und Rote Spinne. Allerdings ist Retina frostanfällig und sehr anfällig für den Befall mit Blattläusen.

## Verwendung
Ernten kann man die Äpfel ab Ende August. Sie eignen sich als Tafelobst und sind bis Anfang Oktober haltbar.